# Leichtathletik-Europameisterschaften 1962/Hochsprung der Männer

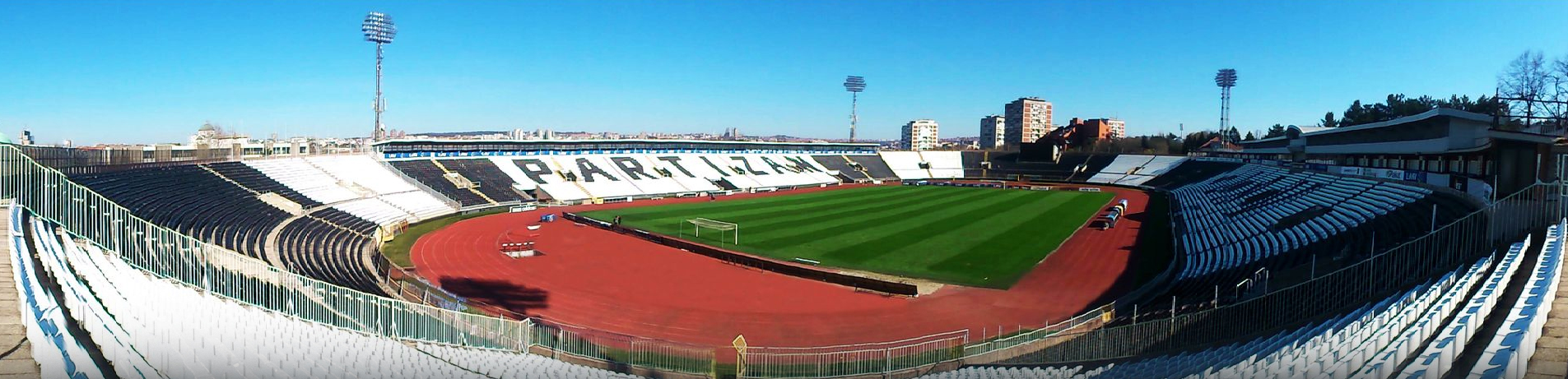
Panoramablick auf das Partizan-Stadion 2014 – 52 Jahre
nach den dortigen Europameisterschaften

Der Hochsprung der Männer bei den Leichtathletik-Europameisterschaften 1962 wurde am 15. und 15. September 1962 im Belgrader Partizan-Stadion ausgetragen.
Mit Gold und Bronze gewannen die Hochspringer aus der Sowjetunion zwei Medaillen. Europameister wurde der Weltrekordinhaber und Olympiazweite von 1960 Waleri Brumel. Den zweiten Platz belegte der schwedische EM-Dritte von 1958 Stig Pettersson. Bronze ging an den Olympiasieger von 1960, Robert Schawlakadse.

## Rekorde

### Bestehende Rekorde
| Weltrekord           | 2,26 m | Waleri Brumel | Palo Alto, USA         | 22. Juli 1962   |
| Europarekord         | 2,26 m | Waleri Brumel | Palo Alto, USA         | 22. Juli 1962   |
| Meisterschaftsrekord | 2,12 m | Richard Dahl  | EM Stockholm, Schweden | 24. August 1958 |

### Rekordverbesserungen
Der bestehende EM-Rekord wurde im Finale am 16. September viermal verbessert:
- 2,13 m – Stig Pettersson (Schweden), erster Versuch
- 2,13 m – Waleri Brumel (Sowjetunion), erster Versuch
- 2,17 m – Waleri Brumel (Sowjetunion), erster Versuch
- 2,21 m – Waleri Brumel (Sowjetunion), erster Versuch

## Qualifikation
15. September 1962, 10.10 Uhr
Die zwanzig Teilnehmer traten zu einer gemeinsamen Qualifikationsrunde an. Acht Athleten (hellblau unterlegt) übersprangen die Qualifikationshöhe für den direkten Finaleinzug von 2,03 m. Damit war die Mindestanzahl von zwölf Finalteilnehmern nicht erreicht. Das Finalfeld wurde mit den dahinter am besten platzierten Sportlern aufgefüllt (hellgrün unterlegt). So erreichten schließlich aufgrund von gleichplatzierten Wettbewerbern insgesamt vierzehn Teilnehmer mit übersprungenen 2,00 m das Finale. Zwei Hochspringer, die ebenfalls 2,00 m bewältigt hatten, schieden ebenso aus wie vier weitere Athleten mit übersprungenen 1,95 m.
| Platz | Name                 | Nation         | Höhe (m) |
| ----- | -------------------- | -------------- | -------- |
| 1     | Stig Pettersson      | Schweden       | 2,03     |
| 1     | Đorđe Majtan         | Jugoslawien    | 2,03     |
| 1     | Edward Czernik       | Polen          | 2,03     |
| 1     | Wiktor Bolschow      | Sowjetunion    | 2,03     |
| 1     | Robert Schawlakadse  | Sowjetunion    | 2,03     |
| 1     | Waleri Brumel        | Sowjetunion    | 2,03     |
| 1     | Gerd Dührkop         | Deutschland    | 2,03     |
| 8     | Gordon Miller        | Großbritannien | 2,00     |
| 8     | Kjell-Åke Nilsson    | Schweden       | 2,00     |
| 8     | Henrik Hellen        | Finnland       | 2,00     |
| 8     | Sándor Noszály       | Ungarn         | 2,00     |
| 8     | Werner Pfeil         | Deutschland    | 2,00     |
| 8     | Crawford Fairbrother | Großbritannien | 2,00     |
| 8     | Herbert Hopf         | Deutschland    | 2,00     |
| 15    | Eugen Ducu           | Rumänien       | 2,00     |
| 16    | Jón Þordur Ólafsson  | Island         | 2,00     |
| 17    | Georgi Kumanow       | Bulgarien      | 1,95     |
| 18    | Maurice Dugarreau    | Frankreich     | 1,95     |
| 19    | Piotr Sobotta        | Polen          | 1,95     |
| 20    | René Maurer          | Schweiz        | 1,95     |

## Legende
Kurze Übersicht zur Bedeutung der Symbolik – so üblicherweise auch in sonstigen Veröffentlichungen verwendet:
| – | verzichtet   |
| o | übersprungen |
| x | ungültig     |

## Finale
16. September 1962, 16.30 Uhr
| Platz | Name                 | Nation         | Höhe (m) | 1,90 m                         | 1,95 m                         | 2,00 m | 2,03 m | 2,06 m | 2,09 m | 2,11 m | 2,13 m | 2,15 m | 2,17 m | 2,21 m | 2,27 m |
| ----- | -------------------- | -------------- | -------- | ------------------------------ | ------------------------------ | ------ | ------ | ------ | ------ | ------ | ------ | ------ | ------ | ------ | ------ |
| 1     | Waleri Brumel        | Sowjetunion    | 2,21 CR  | –                              | –                              | –      | o      | o      | xo     | –      | o CR   | –      | o CR   | o CR   | xxx    |
| 2     | Stig Pettersson      | Schweden       | 2,13000  | –                              | –                              | xo     | –      | o      | o      | o      | o CR   | –      | xxx    |        |        |
| 3     | Robert Schawlakadse  | Sowjetunion    | 2,09000  | –                              | –                              | o      | –      | o      | o      | –      | xxx    |        |        |        |        |
| 4     | Wiktor Bolschow      | Sowjetunion    | 2,06000  | –                              | –                              | o      | –      | o      | xxx    |        |        |        |        |        |        |
| 5     | Edward Czernik       | Polen          | 2,06000  | –                              | o                              | o      | o      | o      | xxx    |        |        |        |        |        |        |
| 6     | Gerd Dührkop         | Deutschland    | 2,06000  | o                              | o                              | xo     | xo     | o      | xxx    |        |        |        |        |        |        |
| 7     | Werner Pfeil         | Deutschland    | 2,03000  | o                              | o                              | o      | o      | xxx    |        |        |        |        |        |        |        |
| 8     | Đorđe Majtan         | Jugoslawien    | 2,00000  | Versuchs- serien nicht bekannt | Versuchs- serien nicht bekannt | ?o     | xxx    |        |        |        |        |        |        |        |        |
| 9     | Sándor Noszály       | Ungarn         | 2,00000  | Versuchs- serien nicht bekannt | Versuchs- serien nicht bekannt | ?o     | xxx    |        |        |        |        |        |        |        |        |
| 10    | Kjell-Åke Nilsson    | Schweden       | 2,00000  | Versuchs- serien nicht bekannt | Versuchs- serien nicht bekannt | ?o     | xxx    |        |        |        |        |        |        |        |        |
| 11    | Gordon Miller        | Großbritannien | 2,00000  | Versuchs- serien nicht bekannt | Versuchs- serien nicht bekannt | ?o     | xxx    |        |        |        |        |        |        |        |        |
| 11    | Henrik Hellen        | Finnland       | 2,00000  | Versuchs- serien nicht bekannt | Versuchs- serien nicht bekannt | ?o     | xxx    |        |        |        |        |        |        |        |        |
| 13    | Crawford Fairbrother | Großbritannien | 1,95000  | ?                              | ?o                             |        |        |        |        |        |        |        |        |        |        |
| 14    | Herbert Hopf         | Deutschland    | 1,95000  | ?                              | ?o                             |        |        |        |        |        |        |        |        |        |        |

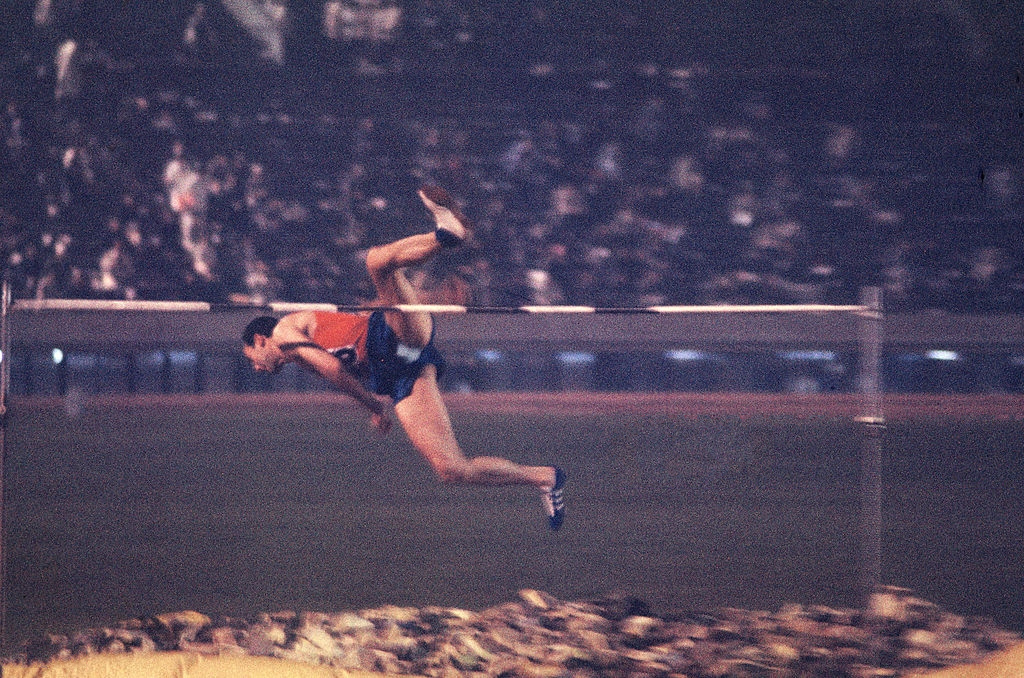
Europameister Waleri Brumel gewann nach Silber bei den Olympischen Spielen 1960 seinen ersten großen Titel

Wie auch im Wettbewerb der Frauen wurde der Hochsprung der Männer von einem Athleten dominiert. Der sowjetische Weltrekordler Waleri Brumel gewann den Wettkampf hoch überlegen.
Sieben Wettbewerber waren im Kampf um die Medaillen und Platzierungen noch im Rennen, als die Sprunghöhe von 2,06 m aufgelegt wurde. Fünf von ihnen waren bisher ohne Fehlversuch geblieben, der schwedische EM-Dritte von 1958 Stig Pettersson hatte einen, der Deutsche Gerd Dührkop zwei Fehlsprünge zu Buche stehen. Sechs Springer meisterten 2,06 m im jeweils ersten Anlauf, der Deutsche Werner Pfeil riss die Latte dreimal und belegte damit den siebten Rang.
Bei 2,09 m schieden drei weitere Athleten mit je drei Fehlversuchen aus: Wiktor Bolschow aus der UdSSR (Vierter), der Pole Edward Czernik (Platz fünf) und Gerd Dührkop (Rang sechs). Der sowjetische Olympiasieger von 1960 Robert Schawlakadse, der nun die Führung innehatte, sowie Pettersson nahmen die Höhe im jeweils ersten Versuch. Brumel leistete sich hier einen Fehlsprung, zog aber im zweiten Versuch nach.
2,11 m ließen die beiden sowjetischen Springer Schawlakadseund Brumel aus, während Pettersson hier mit seinem ersten Sprung erfolgreich war und damit die Konkurrenz anführte.
Nun standen 2,13 m an, eine Höhe, die einen Zentimeter über Richard Dahls Meisterschaftsrekord von 1958 lag. Pettersson und Brumel waren mit ihren jeweils ersten Anläufen erfolgreich, während Robert Schawlakadse nach drei Fehlversuchen ausschied und mit Bronze zufrieden sein musste.
Sowohl Brumel als auch Pettersson ließen 2,15 m aus und setzten den Wettbewerb bei 2,17 m fort. Hier fiel die Entscheidung zugunsten Brumels. Er übersprang die Höhe gleich im ersten Anlauf. Stig Pettersson dagegen scheiterte dreimal und gewann damit die Silbermedaille.
Brumel gab sich noch nicht zufrieden und steigerte den Meisterschaftsrekord mit seinem ersten Sprung auf 2,21 m. Anschließend versuchte er sich an 2,27 m – eine Höhe, die einen Zentimeter über seinem eigenen Weltrekord lag. Das war allerdings an diesem Tag noch zu hoch. Waleri Brumel wurde neuer Europameister mit 2,21 m, womit er acht Zentimeter höher gesprungen war als der Silbermedaillengewinner.

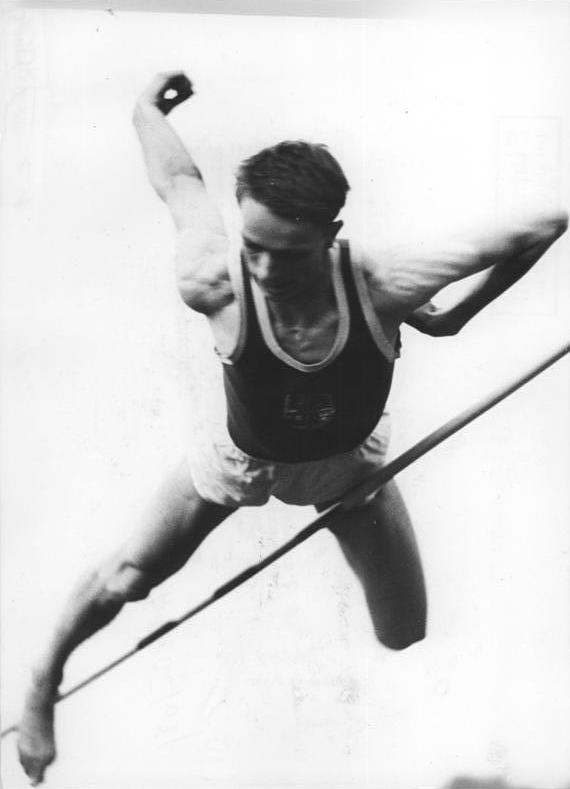
Gerd Dührkop kam auf den sechsten Platz
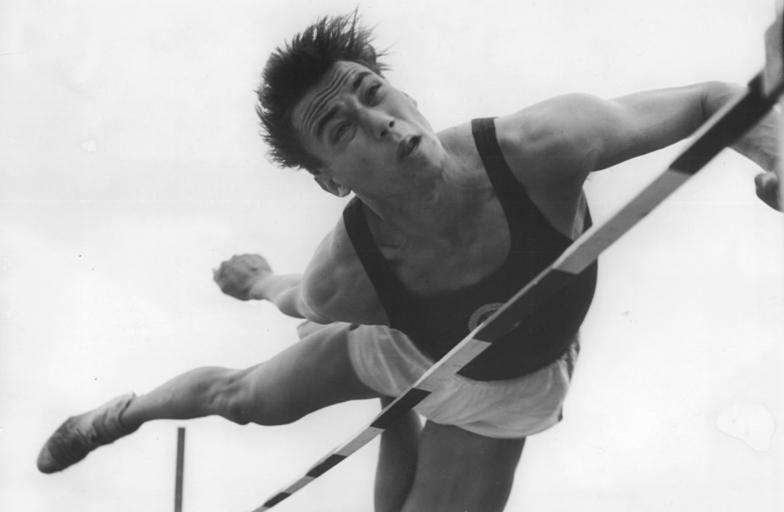
Werner Pfeil belegte Rang sieben